# Festival de la musique et de la chanson oranaise
Le Festival de la musique et de la chanson Oranaise est un festival de musique.

## Historique
Le festival de la chanson Oranaise est organisé chaque année depuis 2008 au mois d'août par la commune d'Oran en Algérie, au théâtre de verdure « Hasni Chekroun ». « Pour stimuler le milieu artistique et enrichir le patrimoine de la chanson oranaise, la programmation a choisi parmi les chanteurs portés sur la liste des concurrents, uniquement ceux qui viennent avec de nouvelles chansons ». Chaque artiste doit participer avec au moins une nouvelle chanson. Une condition exigée par le comité de programmation du festival.
Le générique du festival à partir de cette édition. « Les paroles sont écrites par Belaoui M’hamed  El Houari et la musique El Bey Bekkaï. Il s'agit d'une chorale qui sera accompagnée par l'orchestre du maestro El Bey Bekkaï », a indiqué la directrice de la culture. 
À l'occasion de cette manifestation, un hommage très particulier sera rendu aux regrettés M'hamed Benzerga et Ahmed Saber, chanteurs oranais qui avaient marqué leur passage dans la vie culturelle locale et nationale et sous le parrainage de Blaoui M'hamed El Houari, la commissaire du festival, Mme Rabéa Moussaoui.